# Jürgen F. Schopp
Jürgen Franz Schopp (* 7. Januar 1946 in Waldkirchen) ist ein finnischer Sprach- und Übersetzungswissenschaftler.

## Leben und Wirken
Nach seiner Lehre zum Schriftsetzer bei der Schwabenverlag AG Stuttgart zwischen 1960 und 1963 arbeitete Jürgen F. Schopp in Stuttgart und in Den Haag, Niederlande als Schriftsetzergehilfe. Ab 1969 besuchte er das Abendgymnasium und bestand 1972 das Abitur. Von 1972 bis 1976 studierte er Nordische Philologie mit den Nebenfächern Germanische Philologie, Volkskunde und Archäologie an der Christian-Albrechts-Universität zu Kiel. Dort arbeitete er als wissenschaftliche Hilfskraft im Bereich der Buchkatalogisierung. Das Studium schloss er 1977 mit dem Magister Artium ab. Von 1975 bis 1977 war er als Student an der Åbo Akademi in Turku, Finnland eingeschrieben, wo er Germanische Philologie im Hauptfach und im Nebenfach Nordische Philologie und Nordische Folkloristik belegte. Ab 1978 war er selbst Lehrbeauftragter am Germanistischen Institut der Universität. Sein Studium schloss er 1979 mit dem Abschluss Filosofie kandidat ab. An der Universität Tampere absolvierte er schließlich ein postgraduales Studium mit dem Hauptfach Finnisch-deutsche Translation. Hier arbeitete er unter anderem als Dozent am Institut für Germanische Philologie und am Institut für Sprach- und Translationswissenschaften (bis 1992 Institut für Übersetzer- und Dolmetscherausbildung; bis 2001 Institut für Translationswissenschaft). Im Jahr 1996 erlangte er den akademischen Grad Lizentiat der Philosophie und im Jahr 2005 den Doktor der Philosophie. Mittlerweile ist Schopp emeritiert.

## Publikationen (Auswahl)
- Typographie und Layout. In: Mary Snell-Hornby, Hans G. Hönig, Paul Kussmaul, Peter A. Schmitt (Hrsg.): Handbuch Translation. Stauffenburg, Tübingen 1998.
- Wie viel Typografie braucht die Translatorin? In: Eberhard Fleischmann, Peter A. Schmitt, Gerd Wotjak (Hrsg.): Translationskompetenz. Tagungsberichte der LICTRA 4.–6.10.2001. Tübingen 2004.
- »Gut zum Druck«? – Typographie und Layout im Übersetzungsprozeß. Tampere University Press, Tampere 2005.
- Korrekturlesen – ein translatorisches Stiefkind? In: Lebende Sprachen Nr. 2/2007, S. 69–74.
- Typografie und Translation. Facultas, Wien 2011.